# 陈创天
陈创天（1937年2月18日—2018年10月31日），浙江奉化人，中国晶体材料学家，中科院理化所人工晶体研究发展中心主任，中国科学院院士（2003年），第三世界科学院院士（1990年）。

## 生平
1962年，毕业于北京大学物理系。1962年~1999年，工作于中国科学院福建物质结构研究所。1999年，组建中国科学院理化技术研究所北京人工晶体研究发展中心。现任中科院理化技术研究所北京人工晶体研究发展中心主任。

## 荣誉
- 1987年，获第三世界科学院化学奖。
- 1990年，获Laser Focus World工业技术成就奖。其主持的项目曾获国家科技进步一等奖。
- 2013年，获得Laudise奖。是国际晶体生长协会最高奖，在波兰华沙颁发，是中国科学家首次获得国际晶体生长协会最高奖。[1]